# فيرينك بوداي
فيرينك بوداي (بالمجرية: Buday Ferenc)‏ (ولد في 29 يناير 1951 في بودابست )  هو مدرب كرة يد مجري ولاعب كرة يد سابق شارك في دورة الألعاب الأولمبية الصيفية لعام 1976 . 
في عام 1976 كان جزءًا من الفريق المجري الذي احتل المركز السادس في البطولة الأولمبية.

## روابط خارجية
- فيرينك بوداي على موقع أوليمبيديا (الإنجليزية)
- إيفانز, هيلاري; جيرد, أريلد; هيجمانز, جيرون; مالون, بل. "Ferenc Buday". على موقع Sports-Reference.com (بالإنجليزية). سبورتس رفرنس.{{استشهاد ويب}}:  صيانة الاستشهاد: url-status (link)